# Vittoria Titomanlio
Vittoria Titomanlio (née à Barletta le 22 avril 1899 et morte à Naples le 28 décembre 1988) est une femme politique italienne.

## Biographie
Vittoria Titomanlio est née à Barletta en 1899 de Carolina De Boffe et Sabino Titomanlio. Après avoir obtenu un diplôme de maîtresse d'école, elle devient institutrice. En 1928, elle rejoint la section des jeunes femmes de l'Azione Cattolica, dont elle devient membre du conseil supérieur en 1936.
Après 1943, elle devient secrétaire provinciale des Associations chrétiennes des travailleurs italiens et siège au conseil de l'Association italienne des enseignants catholiques.
Après la Seconde Guerre mondiale, Vittoria Titomanlio est candidate de la Démocratie chrétienne (DC) à Naples aux élections constituantes de 1946, à l'issue desquelles elle est l'une des 21 femmes élues à l'Assemblée constituante. Elle est élue à la Chambre des députés en 1948 et réélue en 1953, 1958 et 1963, jusqu'en 1968.
Vittoria Titomanlio fait la une des journaux en juillet 1950 pour avoir protesté dans un restaurant, avec ses collègues du parti Oscar Luigi Scalfaro et Umberto Sampietro (it), contre une dame qui dînait les épaules nues : l'épisode fait alors l'objet d'une question parlementaire à la Chambre des députés, l'autre dîneuse ayant porté plainte,.